# Championnat des Maldives de football 2009
Navigation
Saison précédente Saison suivante
La saison 2009 du Championnat des Maldives de football est la cinquante-neuvième édition du championnat national aux Maldives.
La compétition change de format par rapport aux saisons précédentes et se déroule en deux phases distinctes :
- Les sept formations sont regroupées au sein d'une poule unique et s'affrontent trois fois.
- Les quatre premiers disputent la phase finale nationale pour le titre de champion des Maldives, avec demi-finales et finale.

C’est le Victory SC qui est sacré cette saison après avoir battu VB Sports en finale. Il s'agit du onzième titre de champion des Maldives de l'histoire du club, qui réussit même le doublé en battant à nouveau VB Sports en finale de la Coupe des Maldives.

## Les clubs participants
| - Malé : - Victory SC - Maziya SRC - Club Valencia - VB Sports - New Radiant - All Youth Linkage FC - Kalhaidhoo : - Kalhaidhoo ZJ |

## Compétition
Le barème de points servant à établir le classement se décompose ainsi :
- Victoire : 3 points
- Match nul : 1 point
- Défaite : 0 point

### Dhivehi League

#### Classement
| Rang | Équipe               | Pts | J  | G  | N | P  | Bp | Bc | Diff |
| ---- | -------------------- | --- | -- | -- | - | -- | -- | -- | ---- |
| 1    | VB Sports            | 43  | 18 | 13 | 4 | 1  | 69 | 15 | +54  |
| 2    | Victory SCC          | 36  | 18 | 11 | 3 | 4  | 39 | 23 | +16  |
| 3    | Maziya SRC           | 31  | 18 | 9  | 4 | 5  | 47 | 23 | +24  |
| 4    | New Radiant          | 23  | 18 | 6  | 5 | 7  | 31 | 33 | -2   |
| 5    | All Youth Linkage FC | 20  | 18 | 4  | 8 | 6  | 33 | 33 | 0    |
| 6    | Club ValenciaT       | 16  | 18 | 4  | 4 | 10 | 30 | 37 | -7   |
| 7    | Kalhaidhoo ZJ        | 5   | 18 | 1  | 2 | 15 | 9  | 94 | -85  |

|  | Qualification pour la Coupe de l'AFC 2010 et pour la seconde phase |
|  | Qualification pour la seconde phase                                |
|  | T : Tenant du titre C : Vainqueur de la Coupe des Maldives         |

#### Matchs
| Résultats (▼dom., ►ext.) | VBS  | Vic | Maz | NRa | All | Val | Kal | VBS | Vic | Maz | NRa | All | Val | Kal  |
| VB Sports                |      | 2-1 | 4-0 | 2-0 | 2-3 | 3-1 | 7-0 |     | 4-1 | 1-0 | 2-1 | 7-0 | 3-1 | 5-2  |
| Victory SC               | 1-3  |     | 3-1 | 4-2 | 0-0 | 4-2 | 5-0 |     |     | 1-0 | 0-2 | 3-0 | 2-0 | 2-1  |
| Maziya SRC               | 1-1  | 1-2 |     | 4-0 | 1-1 | 3-2 | 4-0 |     |     |     | 6-2 | 1-1 | 3-1 | 12-0 |
| New Radiant              | 0-0  | 0-3 | 3-3 |     | 2-2 | 2-1 | 3-0 |     |     |     |     | 1-4 | 2-0 | 8-0  |
| All Youth Linkage FC     | 1-1  | 3-3 | 0-1 | 1-2 |     | 2-2 | 0-0 |     |     |     |     |     | 2-3 | 4-0  |
| Club Valencia            | 2-2  | 1-1 | 1-2 | 1-1 | 3-1 |     | 0-1 |     |     |     |     |     |     | 5-1  |
| Kalhaidhoo ZJ            | 0-20 | 1-3 | 0-4 | 0-0 | 1-8 | 2-4 |     |     |     |     |     |     |     |      |

### Phase finale
|  | Demi-finales   | Demi-finales   | Demi-finales   |  |   | Finale de repêchage | Finale de repêchage | Finale de repêchage |   |           | Grande finale   | Grande finale   | Grande finale   |
|  |                |                |                |  |   |                     |                     |                     |   |           |                 |                 |                 |
|  | 3 octobre 2009 |                |                |  |   |                     |                     |                     |   |           |                 |                 |                 |
|  | 1              | VB Sports      | 0              |  |   |                     |                     |                     |   |           | 10 octobre 2009 | 10 octobre 2009 | 10 octobre 2009 |
|  | 2              | Victory SC     | 2              |  |   | 7 octobre 2009      | 7 octobre 2009      | 7 octobre 2009      |   |           | 2               | Victory SC      | 2               |
|  |                |                |                |  | 1 | VB Sports           | 5                   |                     | 1 | VB Sports | 1               |                 |                 |
|  | 4 octobre 2009 | 4 octobre 2009 | 4 octobre 2009 |  | 3 | Maziya SRC          | 3                   |                     |   |           |                 |                 |                 |
|  | 3              | Maziya SRC     | 2              |  |   |                     |                     |                     |   |           |                 |                 |                 |
|  | 4              | New Radiant    | 1              |  |   |                     |                     |                     |   |           |                 |                 |                 |

## Bilan de la saison
| Championnat des Maldives de football 2009 |                        |
| Champion                                  | Victory SC (11e titre) |
| Coupes et trophées                        |                        |
| Vainqueur de la Coupe des Maldives 2009   | Victory SC             |
| Qualifications continentales              |                        |
| Coupe de l'AFC 2010                       | Victory SC             |
| Coupe de l'AFC 2010                       | VB Sports              |
| Promotions et relégations                 |                        |
| Promus en Dhivehi League                  | Aucun                  |
| Relégués                                  | Aucun                  |